# Circuito de challengers da WTA
O circuito de challengers da WTA ("WTA Challenger Tour") é uma categoria secundária de torneios, organizada pela Associação de Tênis Feminino (WTA), como forma de transição das tenistas de menor ranking à elite do tênis mundial e são atualmente identificados comercialmente como torneios WTA 125. 
Os torneios WTA 125 Encontram-se, em termos de estrutura e premiação, num nível intermediário entre os torneios do Circuito feminino da ITF, organizados pela Federação Internacional de Tênis, e os demais torneios da WTA (WTA 250, WTA 500 e WTA 1000, em ordem de importância crescente).
Foi criado em 2012 e contou apenas com dois torneios naquela temporada: Taipé e Pune. Algumas cidades organizaram esse tipo de evento por um curto período. Outras, adicionadas posteriormente, continuaram no calendário. A Ásia, especialmente a China, domina o número de eventos. Em 2018, os Estados Unidos entraram de forma massiva com quatro datas, sob o selo Oracle Challenger Series.
No ano de estreia, a categoria foi introduzida como WTA Challenger Series, mudando na temporada seguinte para WTA 125K series (alternativamente, WTA 125s) e, em 2021, com a reformulação na WTA, assumiu a nomenclatura WTA 125. Este nome foi atribuído porque os torneios, em princípio, tinham premiação de US$ 125.000. Com o passar dos anos, esse padrão foi quebrado, sendo que alguns eventos isolados já pagaram US$ 115.000, enquanto os norte-americanos da Oracle Challenger Series, por exemplo, chegam a oferecer US$ 150.000.
A versão masculina análoga é o ATP Challenger Tour, criado em 1978 e extremamente consolidado, com dezenas de torneios no calendário.

## Distribuição de pontos
A distribuição de pontos para a temporada de 2024 foi definida:
| Categoria         | T   | F  | SF | QF | R16 | R32 | R64 | R128 | Q | Q3 | Q2 | Q1 |
| ----------------- | --- | -- | -- | -- | --- | --- | --- | ---- | - | -- | -- | -- |
| WTA 125 (32S/16Q) | 125 | 81 | 49 | 27 | 15  | 1   | –   | -    | 6 | -  | 4  | 1  |
| WTA 125 (32S/8Q)  | 125 | 81 | 49 | 27 | 15  | 1   | –   | -    | 6 | -  | -  | 1  |
| WTA 125 (16D)     | 125 | 81 | 49 | 27 | 1   | -   | -   | -    | - | -  | -  | -  |
| WTA 125 (8D)      | 125 | 81 | 49 | 1  | -   | -   | -   | -    | - | -  | -  | -  |